# Shock (Rainbow MagicLand)
Shock, beter bekend als Shock: The Steam Machine, is een lanceerachtbaan in het Italiaanse attractiepark Rainbow MagicLand.
De achtbaan is van het model X-Car Launch Coaster en werd geopend op 25 mei 2011, samen met het park zelf. De achtbaan werd gebouwd door Maurer AG. Op de baan rijden 5 treinen waar 6 personen plaats in kunnen nemen. De achtbaan bevat maar een inversie en heeft een topsnelheid van 95 km/u. De baan is 35 meter hoog en heeft een lengte van 750 meter. Shock heeft een capaciteit van 1.000 personen per uur. Opmerkelijk is dat de achtbaan geen schouderbeugels, maar heupbeugels bevat.